# 吳鳳鳴
吳鳳鳴（1457年—？），字應文，直隸松江府華亭縣人，民籍，明朝政治人物。

## 生平
成化十六年（1480年）庚子科應天府鄉試第二名舉人。成化十七年（1481年）中式辛丑科會試第一百九十名，三甲第二十二名進士。授蠡县知县。

## 家族
曾祖吳俸，任知縣；祖父吳甫，封監察御史；父吳玘，任按察使。母李氏，封孺人。具庆下。